# جان فیتزپاتریک
جان فیتزپاتریک (انگلیسی: John Fitzpatrick؛ زادهٔ ۱۸ اوت ۱۹۴۶_درگذشته ۲۱ دسامبر ۲۰۲۰) بازیکن فوتبال اهل اسکاتلند بود.

## دوران بازنشستگی و درگذشت
فیتزپاتریک پس از بازنشستگی به شهر آبردین، اسکاتلند بازگشت، و در آنجا به تجارت پرداخت و وارد کننده شراب بود.
پاتریک در ۲۱ دسامبر ۲۰۲۰ در سن ۷۴ سالگی درگذشت.